# Croton sarcopetaloides
Croton sarcopetaloides är en törelväxtart som beskrevs av Spencer Le Marchant Moore. Croton sarcopetaloides ingår i släktet Croton och familjen törelväxter. Inga underarter finns listade i Catalogue of Life.